# Angerona extrema
Angerona extrema là một loài bướm đêm trong họ Geometridae.